# Robert William Davis

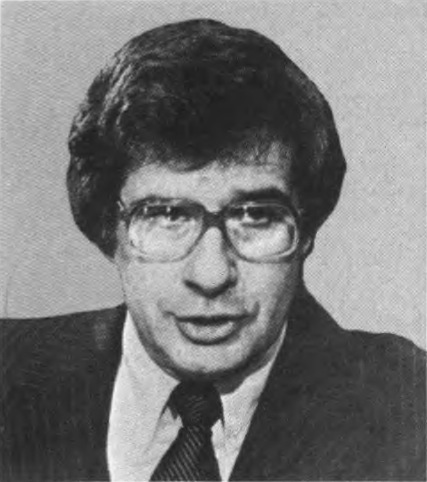
Robert William Davis, 1983

Robert William Davis (* 31. Juli 1932 in Marquette, Michigan; † 16. Oktober 2009 in Arlington, Virginia) war ein US-amerikanischer Politiker. Zwischen 1979 und 1993 vertrat er den Bundesstaat Michigan im US-Repräsentantenhaus.

## Werdegang
Nach der Grundschule besuchte Robert Davis bis 1950 die La Salle High School und studierte danach bis 1952 an der Northern Michigan University sowie bis 1954 an der Wayne State University. In den folgenden Jahren arbeitete er als Direktor des Davis-Funeral-Home-Beerdigungsinstitutes in St. Ignace. Gleichzeitig begann er als Mitglied der Republikanischen Partei eine politische Laufbahn. In den Jahren 1964 bis 1966 war er Gemeinderat in St. Ignace; von 1966 bis 1970 saß er als Abgeordneter im Repräsentantenhaus von Michigan. Zwischen 1970 und 1978 gehörte Davis dem Staatssenat an. Dort leitete er die republikanische Fraktion. Von 1966 bis 1978 war er Delegierter zu den regionalen Parteitagen in Michigan.
Bei den Kongresswahlen des Jahres 1978 wurde Davis im elften Wahlbezirk von Michigan in das US-Repräsentantenhaus in Washington, D.C. gewählt, wo er am 3. Januar 1979 die Nachfolge von Philip Ruppe antrat. Nach sechs Wiederwahlen konnte er bis zum 3. Januar 1993 sieben Legislaturperioden im Kongress absolvieren. Dort wurde 1992 der 27. Verfassungszusatz verabschiedet. Im gleichen Jahr wurde Davis in einen Bankenskandal mit der Kongressbank verwickelt, indem er viele ungedeckte Schecks ausschrieb. Das war damals aber nicht illegal, weil der Kongress diese Praxis tolerierte.
1992 verzichtete Davis auf eine weitere Kandidatur. In der Folge arbeitete er als Lobbyist für die Firma K&L Gates. Er unterstützte im Jahr 2000 den Präsidentschaftswahlkampf von George W. Bush und war ein Freund von Dick Cheney. Robert Davis starb am 16. Oktober 2009 in einem Hospiz in Arlington an Herz- und Nierenversagen.